# 小倉志祥
小倉 志祥（おぐら ゆきよし、1921年6月27日 - 1996年5月11日）は、日本の倫理学者、哲学者。東京大学名誉教授。

## 経歴
1921年、愛知県生まれ。東京大学文学部哲学科で倫理学を専修し、1948年に卒業。同大学大学院に進学。
1955年、東京大学文学部非常勤講師に就いた。1957年より東京大学文学部専任講師。1963年に助教授、1971年に教授昇進。1982年、東京大学を定年退官し、名誉教授となった。その後は、1987年より大妻女子大学教授として教鞭をとった。学界では、日本倫理学会の代19代、代20代会長(1984年10月～1990年10月)をつとめた。
1996年、くも膜下出血のため死去。

## 研究内容・業績
- 専門は西洋哲学、倫理学で、多くの翻訳を手掛けた。
- 『諸君!』の特集「哲学は現代を救いうるか」(1970年4月号)で「哲学者への身上相談」の中の哲学者の一人として対談している[3]。

## 著作

### 著書
- M.ウェーバーにおける科学と倫理 清水弘文堂書房, 1971
- カントの倫理思想 東京大学出版会, 1972

編著
- 『実存と社会 倫理学の基本問題』 城塚登共編 東京大学出版会, 1965
- 『西洋倫理思想史』 学文社, 1971、北樹出版, 1979
- 『倫理学概論』 以文社, 1972
- 『西洋哲学史』 以文社, 1979
- 『近代人の原像 ルネッサンスの倫理思想』 弘文堂, 1980
- 『近代変革期の倫理思想』 以文社, 1986

### 翻訳
- カント『倫理学』 弘文堂, 1953
- 『ニーチェ全集 4 反時代的考察』 理想社, 1964、新版1974／ちくま学芸文庫, 1993
- ジョルジュ・ギュスドルフ『何のための教師』 高橋勝共訳 みすず書房, 1972
- カール・ヤスパース『哲学』 渡邊二郎・林田新二共訳、中央公論社「世界の名著」, 1976／中公クラシックス, 2011
- マックス・シェーラー『著作集14　初期論文集』共訳、白水社, 1979
- マックス・シェーラー『著作集3　倫理学における形式主義と実質的価値倫理学　下』 白水社, 1980。他は飯島宗享訳
- ハイムゼート『カントと形而上学』監訳、以文社, 1981
- 『ヤスパース選集35 真理について5』 松田幸子共訳、理想社, 1985、第2版2003
  - 『理性と愛と象徴 真理について』同上。別版
- 『カント全集 第13巻 歴史哲学論集』 理想社, 1988

### 記念論集
- 『実存と倫理』小倉志祥教授還暦記念会 以文社, 1983